# Golfvereniging AMVJ
Golfvereniging AMVJ  maakt deel uit van de AMVJ organisatie. 
De golfvereniging begon onder de paraplu van AMVJ maar heeft in 2003 een eigen vereniging opgericht.  
De baan is onderdeel van het waterrijke polderlandschap en deels aangelegd over sportvelden.  
De ruim aanwezige waterhindernissen en de situering van de greens vragen om strategisch spelinzicht en geven de baan een verrassend karakter.  
De par 55/59 baan heeft 18 holes met een totale lengte van 2892 meter. 
In de weekeinden zijn de holes over de sportvelden maar beperkt beschikbaar voor de golfers omdat ze dan worden gebruikt door andere sporten. 
Gezien de doelstelling van AMVJ is er een lage contributie voor het lidmaatschap van de golfvereniging en een zeer betaalbare losse greenfee.
Zie ook AMVJ (basketbal), AMVJ (hockey), AMVJ (voetbal), AMVJ (volleybal) en AMVJ (tafeltennis).
Zie ook de Lijst van golfbanen in Nederland.